# Millas
Millas (på Catalansk: Millars) er en by og kommune i departementet Pyrénées-Orientales i Sydfrankrig.

## Geografi
Millas ligger i det frugtbare landskab Ribéral ved floden Têt. Mod vest er nærmeste by Nefiach (3 km), mod øst ligger Saint-Feliu-d'Amont (2 km) og Perpignan (17 km).

## Demografi

### Udvikling i folketal
| 1962                                                              | 1968 | 1975 | 1982 | 1990 | 1999 | 2007 | 2015 | 2017 |
| ----------------------------------------------------------------- | ---- | ---- | ---- | ---- | ---- | ---- | ---- | ---- |
| 2453                                                              | 2489 | 2569 | 2824 | 3091 | 3452 | 3849 | 4218 | 4279 |
| Tal fra og med 1962 er uden dobbelttælling (sans doubles comptes) |      |      |      |      |      |      |      |      |